# Національний музей «Київська картинна галерея»
Національний музей «Київська картинна галерея» (Київська національна картинна галерея) — художній музей  у м. Києві, Україна (до березня 2017 року — Київський національний музей російського мистецтва). Розташований у будинку Федора Терещенка (кін. XIX — поч. XX ст.; архітектори — Володимир Ніколаєв, Андрій Гун). 
Колекція музею становить понад 14 тисяч творів — від іконопису до сучасного українського мистецтва.   
Музей має дві філії: Мистецький центр "Шоколадний будинок" (вул. Шовковична 17/2) (до 2012 року — Дитяча картинна галерея) і Міський центр реставрації та експертизи музейних експонатів (вул. Терещенківська, 9).

## Історія
Музей відкрито 12 листопада у 1922 році за сприяння Всеукраїнської академії наук під назвою Київська картинна галерея. Основу колекції становили націоналізовані художні цінності, зібрані у спеціальний музейний фонд, серед яких були приватні зібрання, зокрема колекція родини українських промисловців і меценатів Терещенків. 
У перші роки існування галереї експозиція налічувала приблизно 200 експонатів. У подальшому колекція поповнювалася завдяки надходженням із Центрального музейного фонду, закладів та організацій Києва та музейним обмінам. До каталогу-путівника галереї, укладеного її першим директором А. Дахновичем 1928 року, увійшло майже 300 творів. 1936 року назву музею було змінено на Музей російського мистецтва. 
На початку 1940-х рр. музей мав одну з найвідоміших художніх колекцій тодішнього СРСР. Під час Другої світової війни основну частину зібрання було евакуйовано радянською владою до Уфи, тоді як ту, що залишилася в окупованому Києві, нацистська окупаційна влада вивезла за кордон. Унаслідок було втрачено близько 1500 творів. Відновлення колекції в повоєнні роки здійснювалося через спеціальні закупівельні комісії, обмін між музейними установами та приватні дарунки. Музей сформував експозицію, проводив активну виставкову, науково-дослідну та освітню роботу. 
З відновленням Україною незалежності діяльність музею зосередилася на збиранні та експонуванні творів українських художників. Значний вклад в розвиток музею та поповнення зібрання вніс Юрій Вакуленко, який працював директором з  2004 по 2025 роки. Від 2014 року проводиться робота з переосмислення власної колекції в межах процесу деколонізації культурної спадщини, зокрема повернення привласнених Росією імен до їхніх автентичних національних культурних контекстів. 2011 року музей отримав статус національного, а 2017 року за рішенням Київської міської ради йому було повернено історичну назву — Національний музей «Київська картинна галерея». Рішення набуло чинності 21 березня 2017 року після його офіційного оприлюднення в газеті «Хрещатик».

## Колекції
Колекція налічує понад 14 тисяч творів живопису, скульптури, графіки та декоративно-ужиткового мистецтва від часів Середньовіччя до сучасності. До неї входять твори представників багатьох країн і періодів, різноманітних мистецьких напрямів і стилів, художніх угруповань та об’єднань на території країн Східної Європи, Середньої Азії, Закавказзя, Балтії та ін.

## Вибрані твори
1.   Іконопис XIII – початку XVI ст.:
- Борис і Гліб. XIII ст.;
- Чудо Георгія про змія. XVI ст.;
- Страшний суд. XVI ст.

2.  Живопис XVIII – XІX ст.:
- Володимир Боровиковський (1757–1825). Портрет Миколи Рєпніна. 1806;
- Іван Айвазовський (1817–1900). Буря. 1872;
- Архип Куїнджі (1842–1910). Ніч на Дону. 1882;
- Микола Ярошенко (1846–1898). Курсистка. 1883;
- Михайло Врубель (1856–1910). Дівчинка на тлі перського килима. 1886;
- Ілля Рєпін (1844–1930). Миколай Мирлікійський звільняє від смертної кари трьох безвинно засуджених. 1890;
- Микола Ґе (1831–1894). Автопортрет. 1892.

3.    Мистецтво перш. пол. XX ст.:
- Зінаїда Серебрякова (1884–1967). Автопортрет у чорній сукні з білим коміром. 1907;
- Давид Бурлюк (1882–1967). У місті. Зима;
- Мартірос Сар’ян (1880–1972). Продавець зелені. 1912;
- Петро Кончаловський (1876–1956). Кассіс. Сосни. 1913;

4.    Мистецтво друг. пол. XX ст.:
- Сергій Шишко (1911–1997). На горі. 1955;
- Тетяна Яблонська (1917–2005). Відпочинок. 1971;
- Джемма Скулме (1925–2019). Веселка. 1973;
- Михайло Греку (1916–1998). Скелі Гурзуфа. 1974;
- Віктор Рижих (1933–2021). Ввечері. 1978;
- Маріам Асламазян (1907–2006). Гарбузи на бірюзовому тлі. 1980;
- Іван Марчук (нар. 1936). І покрилася снігом земля. 1984.

5.    Сучасне українське мистецтво:
- Анатолій Криволап (нар. 1946). Тиша. Із серії «Український мотив». 2008;
- Віктор Сидоренко (нар. 1953). Із циклу «Проєкції». 2014;
- Олег Тістол (нар. 1960). Казбек. Із циклу «Гори». 2004;
- Микола Маценко (нар. 1960). Красиве і корисне. 2007.

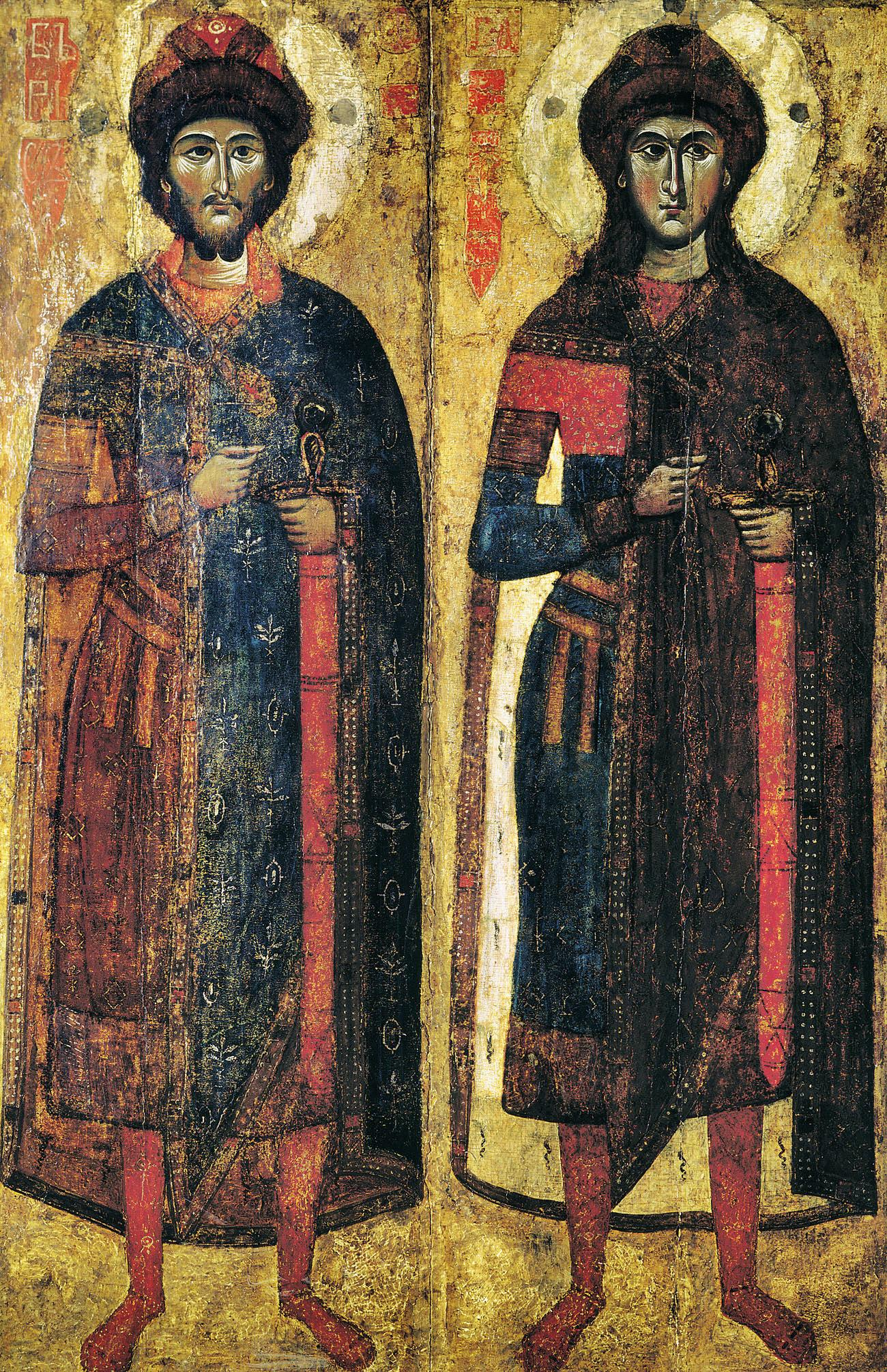
«Борис і Гліб», XIII ст. Новгород
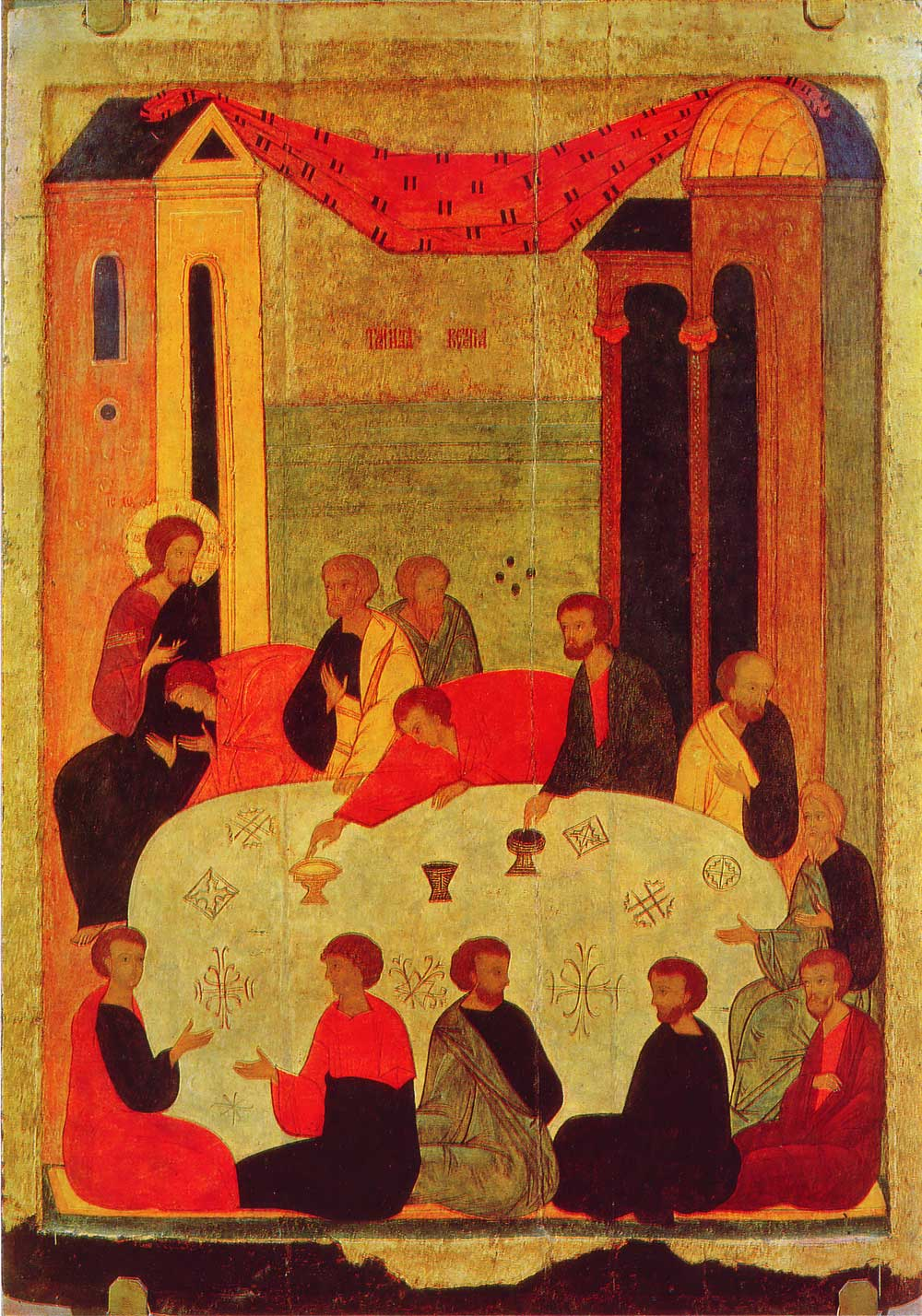
«Тайна вечеря», остання чверть XIV ст.—поч. XVI ст., Чернігівщина та Харківщина
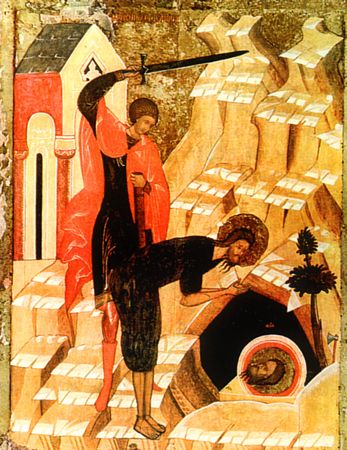
«Усікновення голови Іоанна Предтечі», 2-а пол. XVI ст.,Чернігівщина та Харківщина

## Галерея

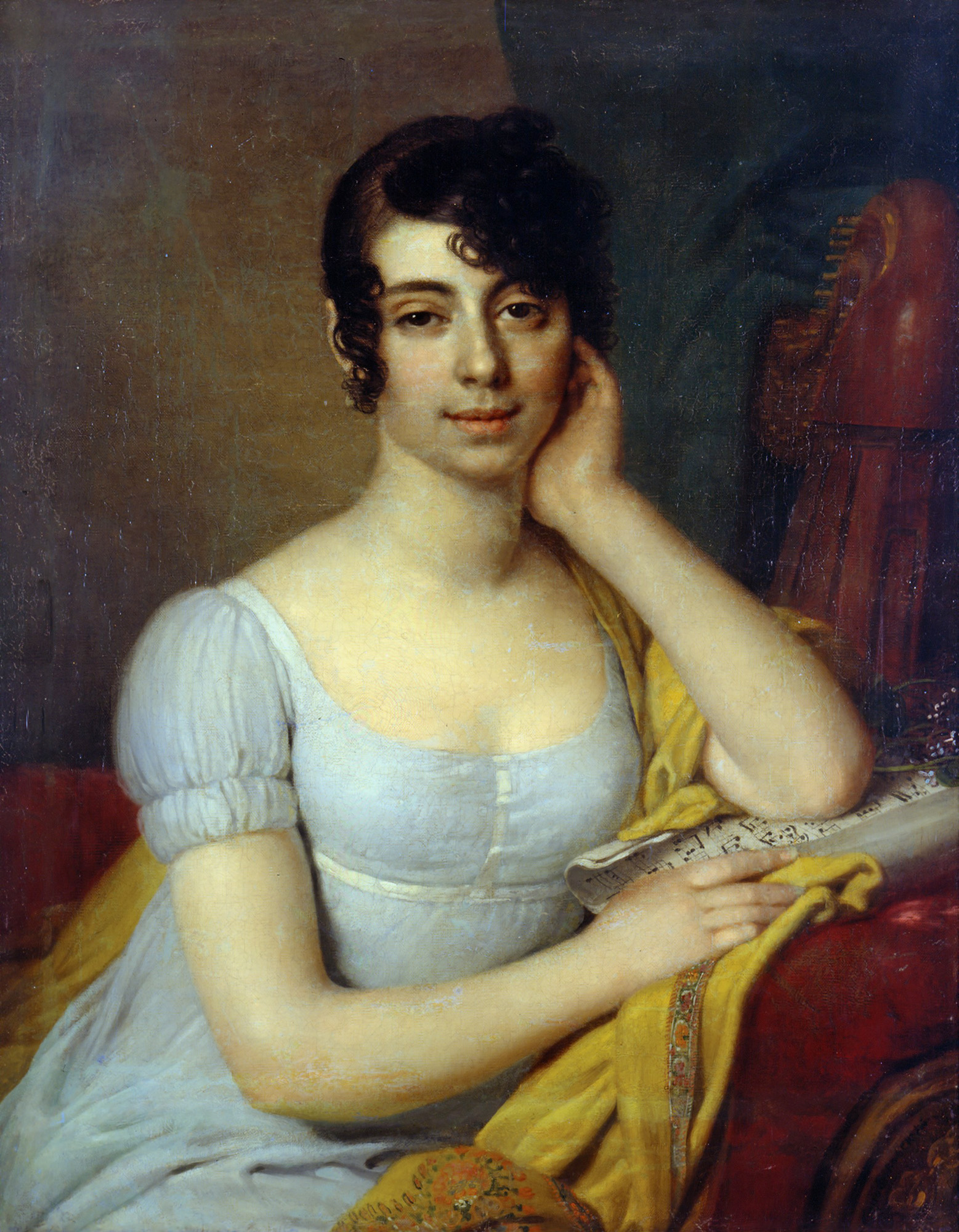
Володимир Боровиковський. «Портрет княгині Клеопатри Лобанової-Ростовської, з роду Безбородьків». Початок 19-го сторіччя
Ілля Рєпін.«Українська хата». 1880
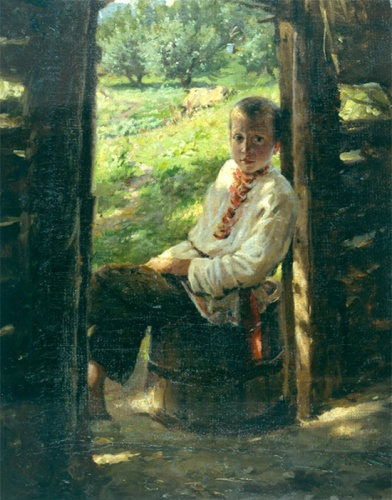
Микола Ґе. «Портрет хлопчика-українця». 1880-ті роки
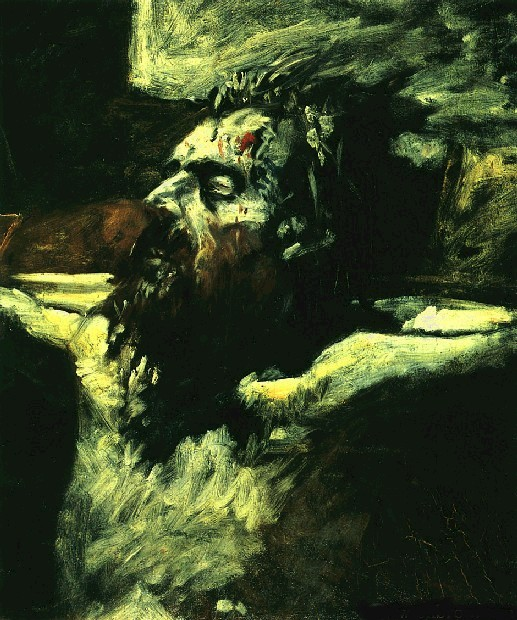
Микола Ґе.  «Голова Христа». Ескіз до картини «Розп'яття». 1893
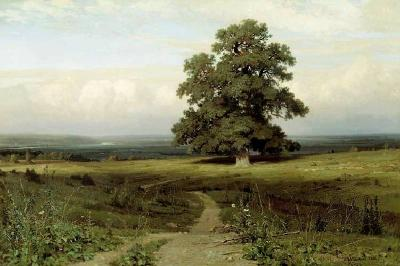
Іван Шишкін. «Среди долины ровныя ...». 1883
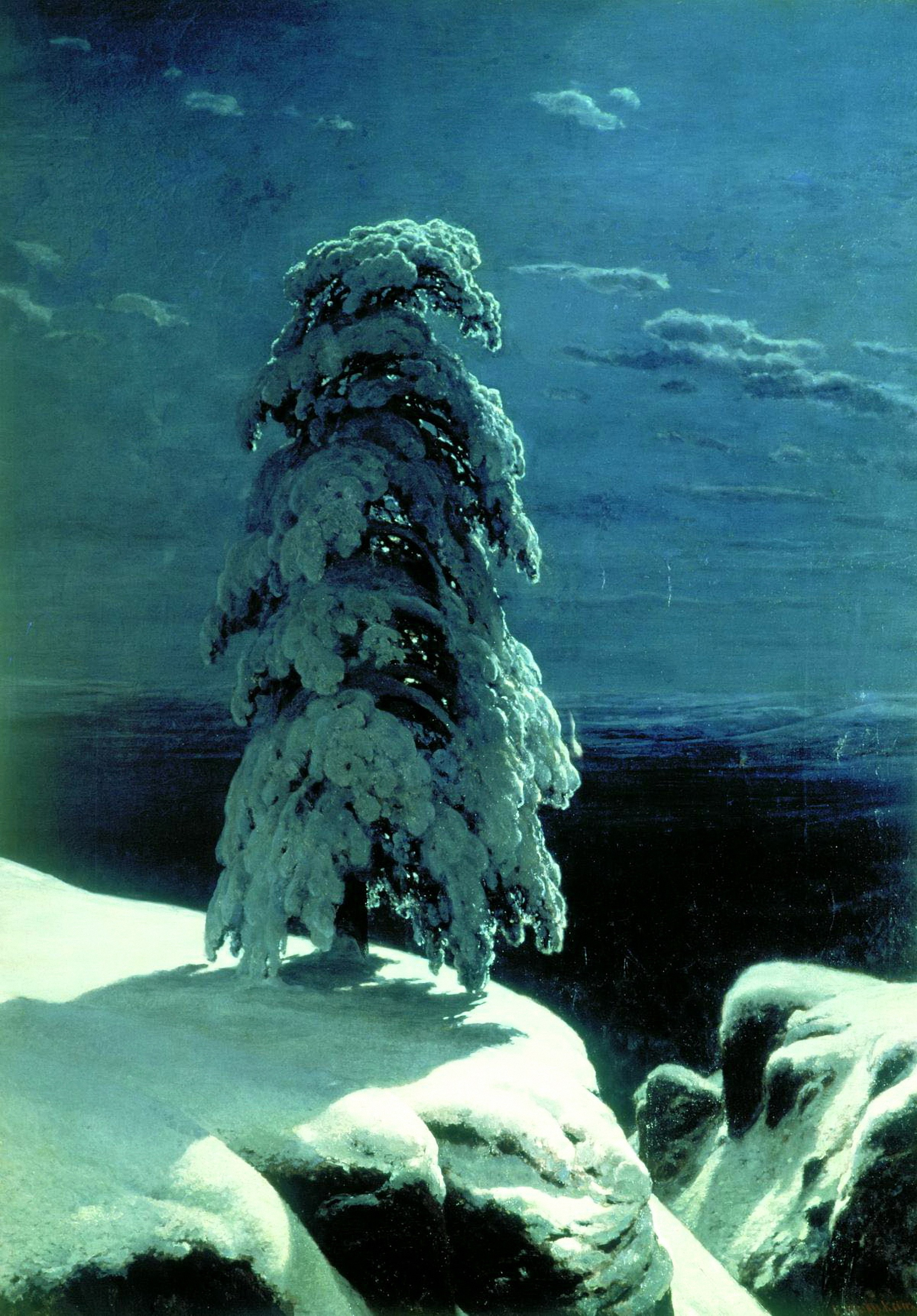
Іван Шишкін. «На сѣверѣ дикомъ». 1891
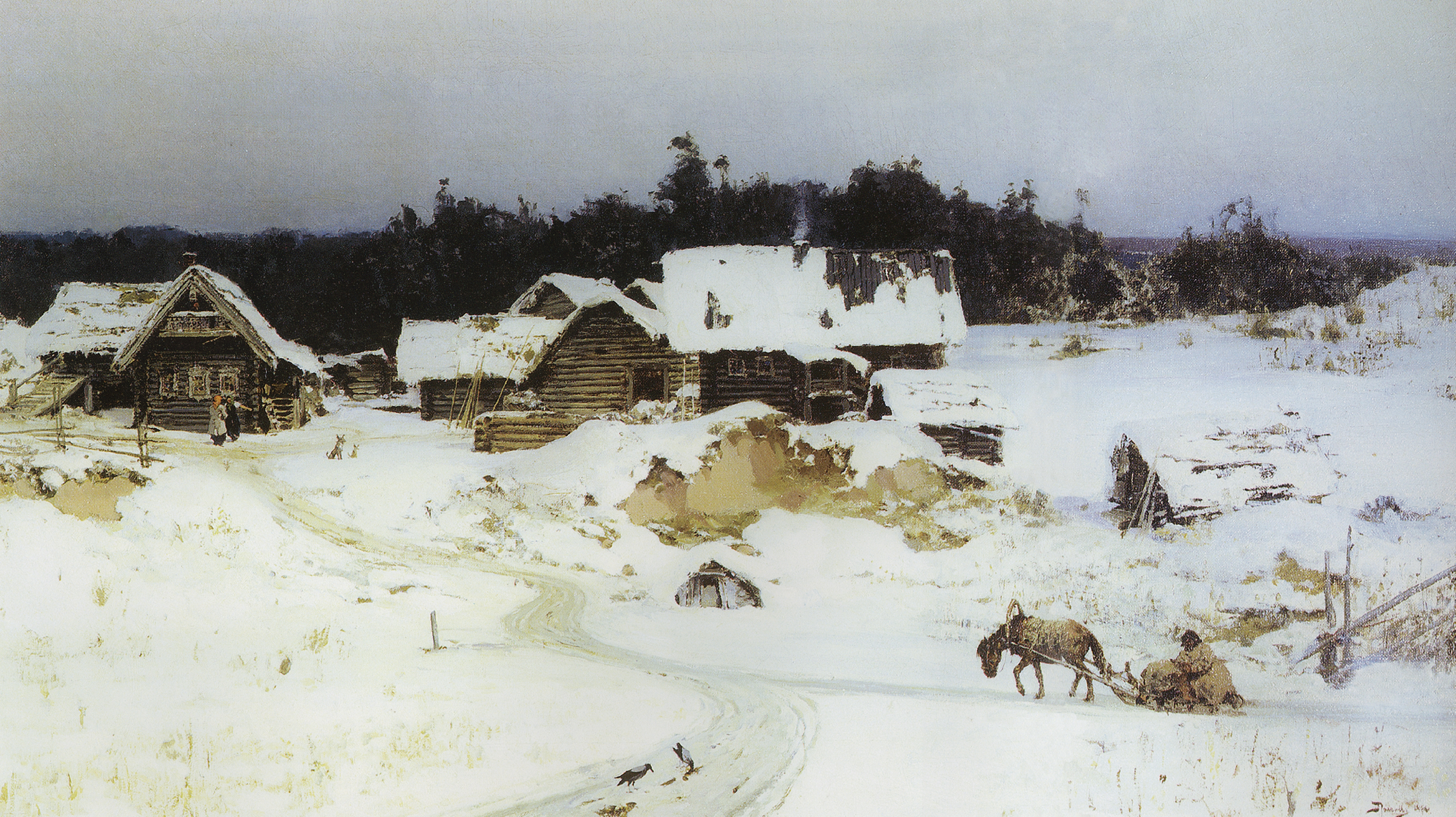
Василь Полєнов. «Зима. Імоченці». 1880
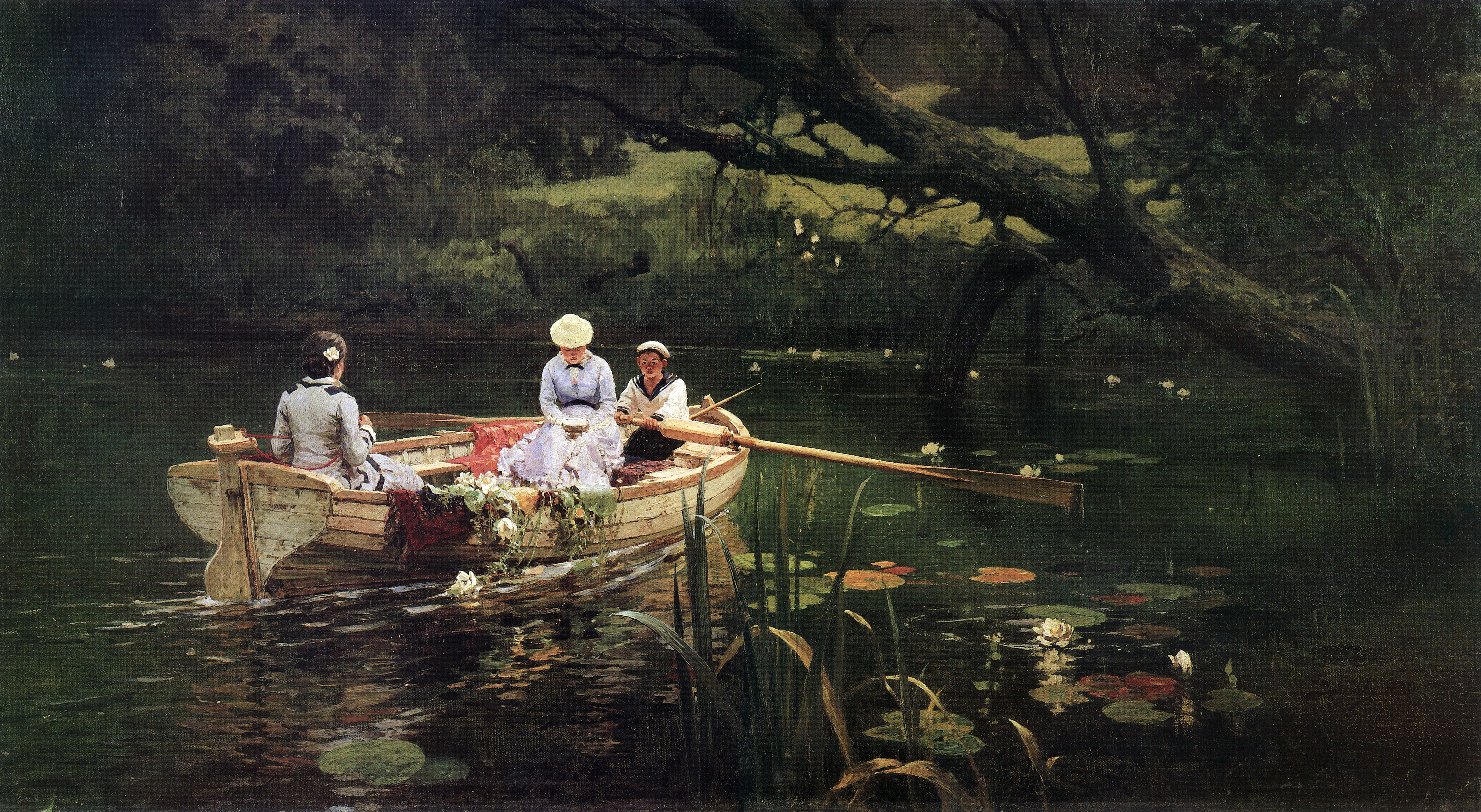
Василь Полєнов. «На човні. Абрамцево». 1880
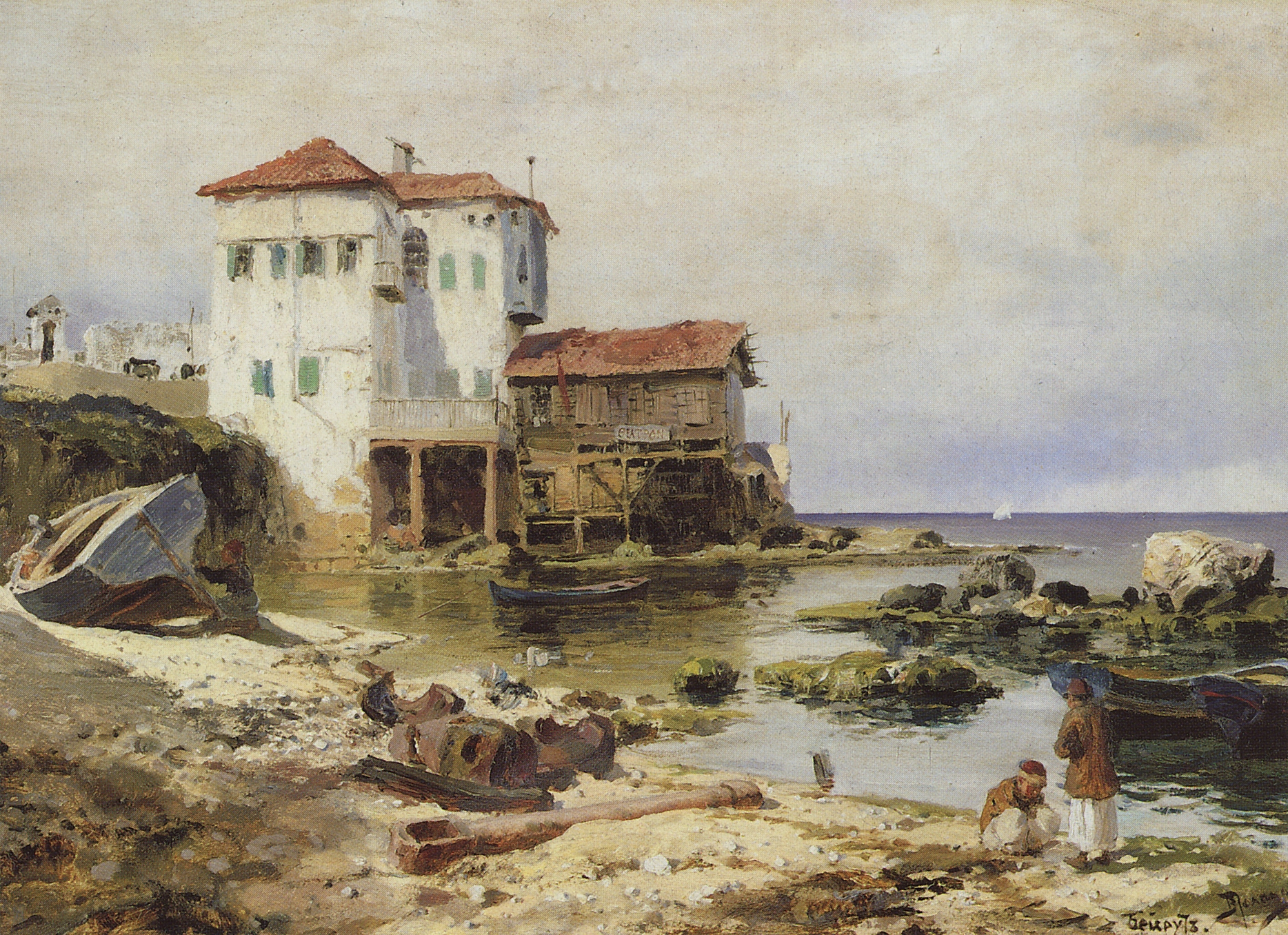
Василь Полєнов. «Бейрут». 1882
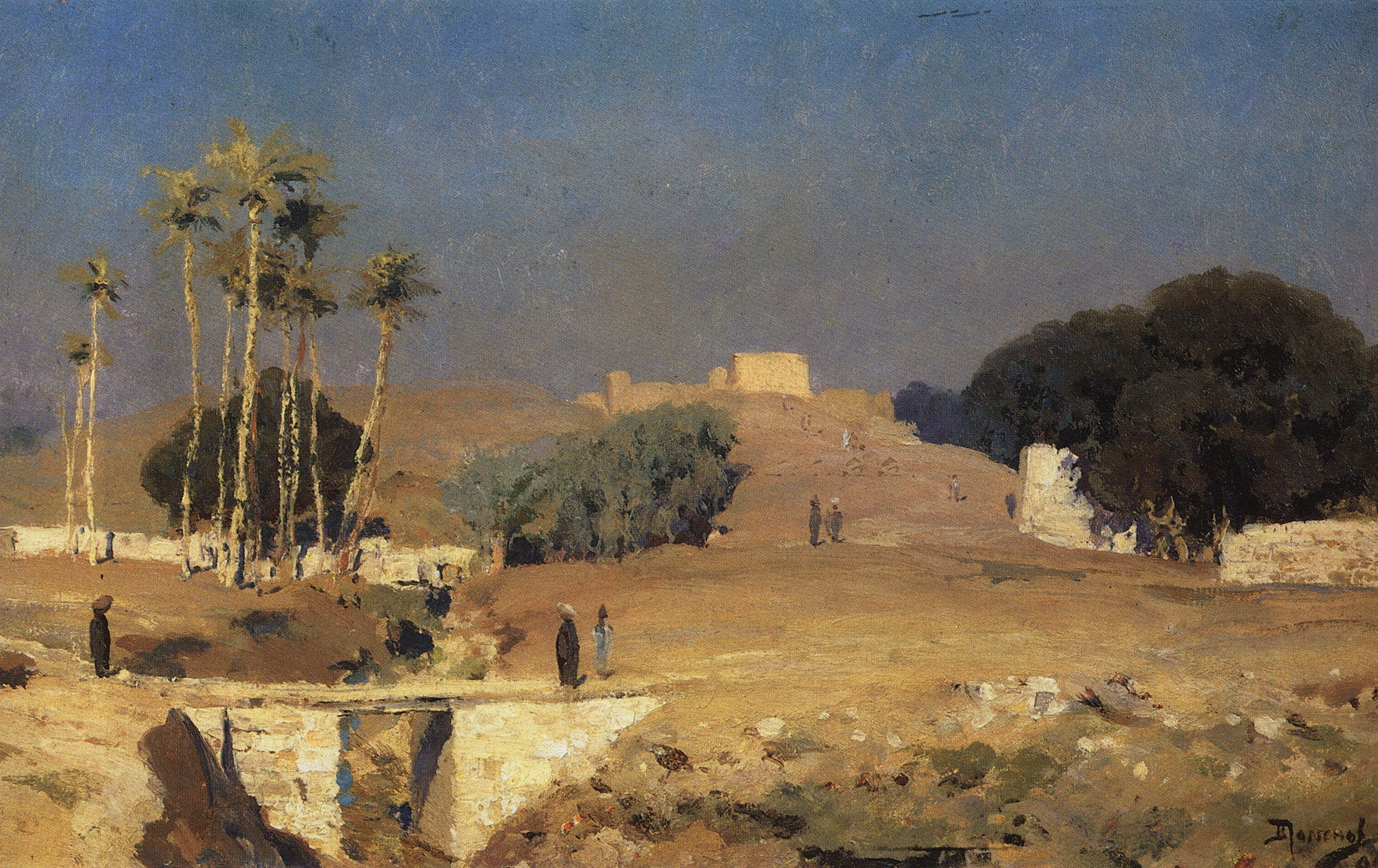
Василь Полєнов. «За старим Каїром». 1882
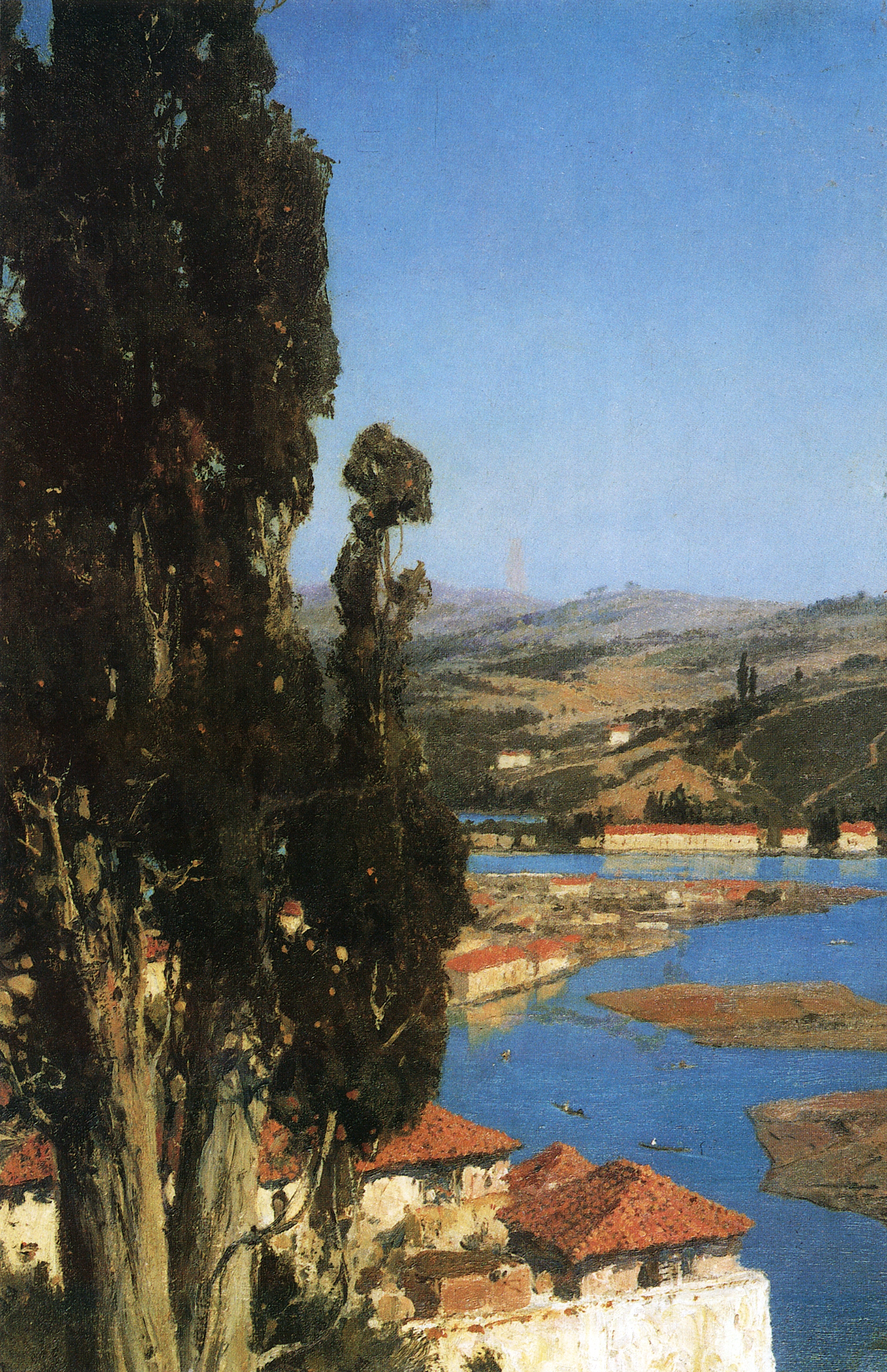
Василь Полєнов. «Константинополь. Золотий Ріг». 1890
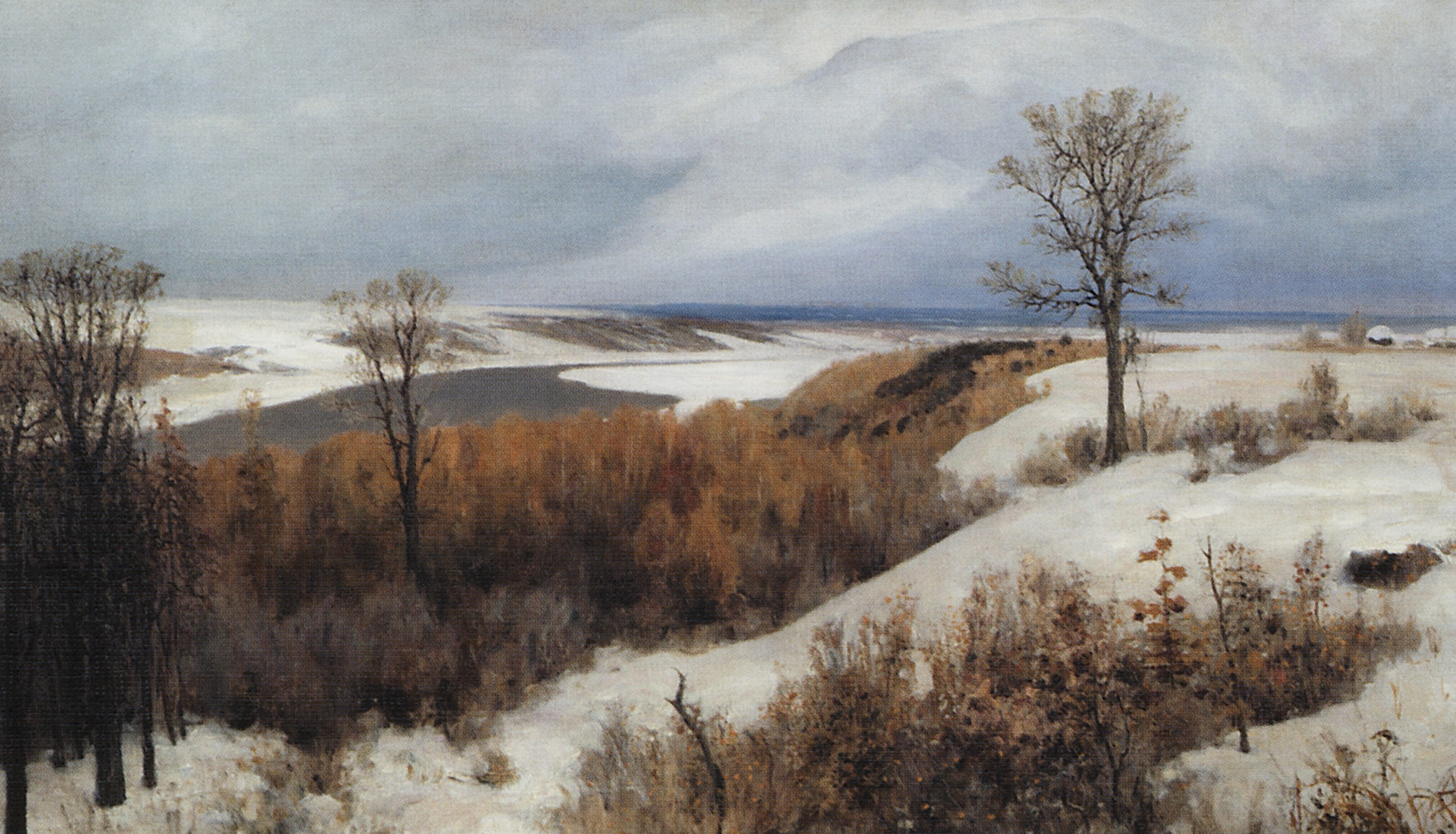
Василь Полєнов. «Ранній сніг. Бьохово». 1891
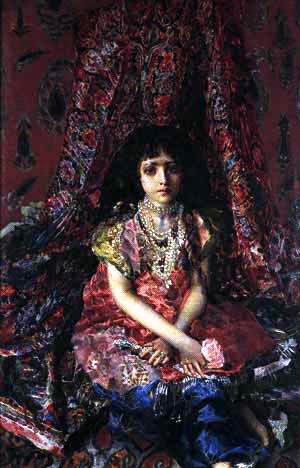
Михайло Врубель. «Дівчинка на тлі перського килима». 1886
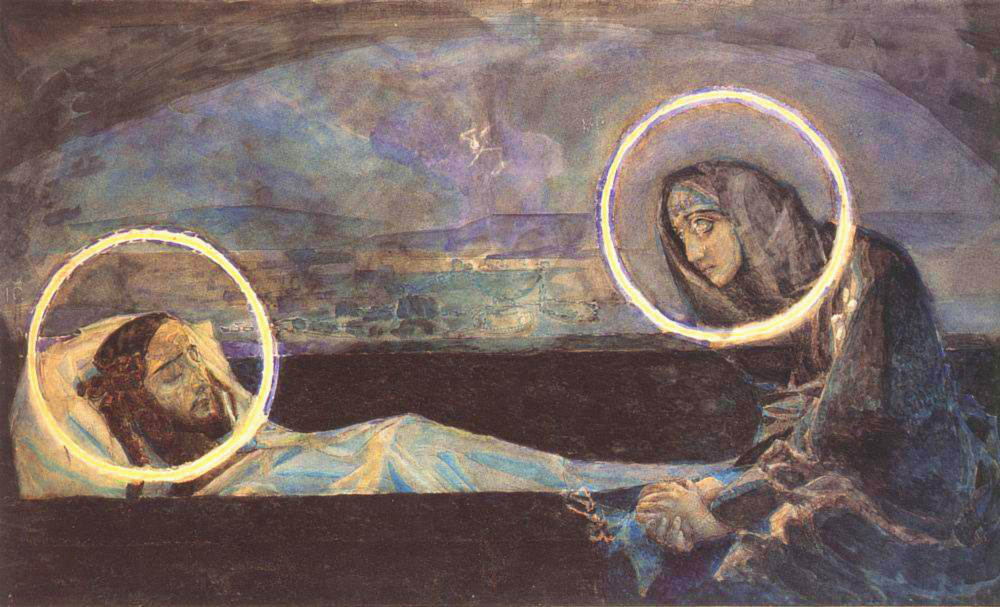
Михайло Врубель. «Надгробний плач». 1887
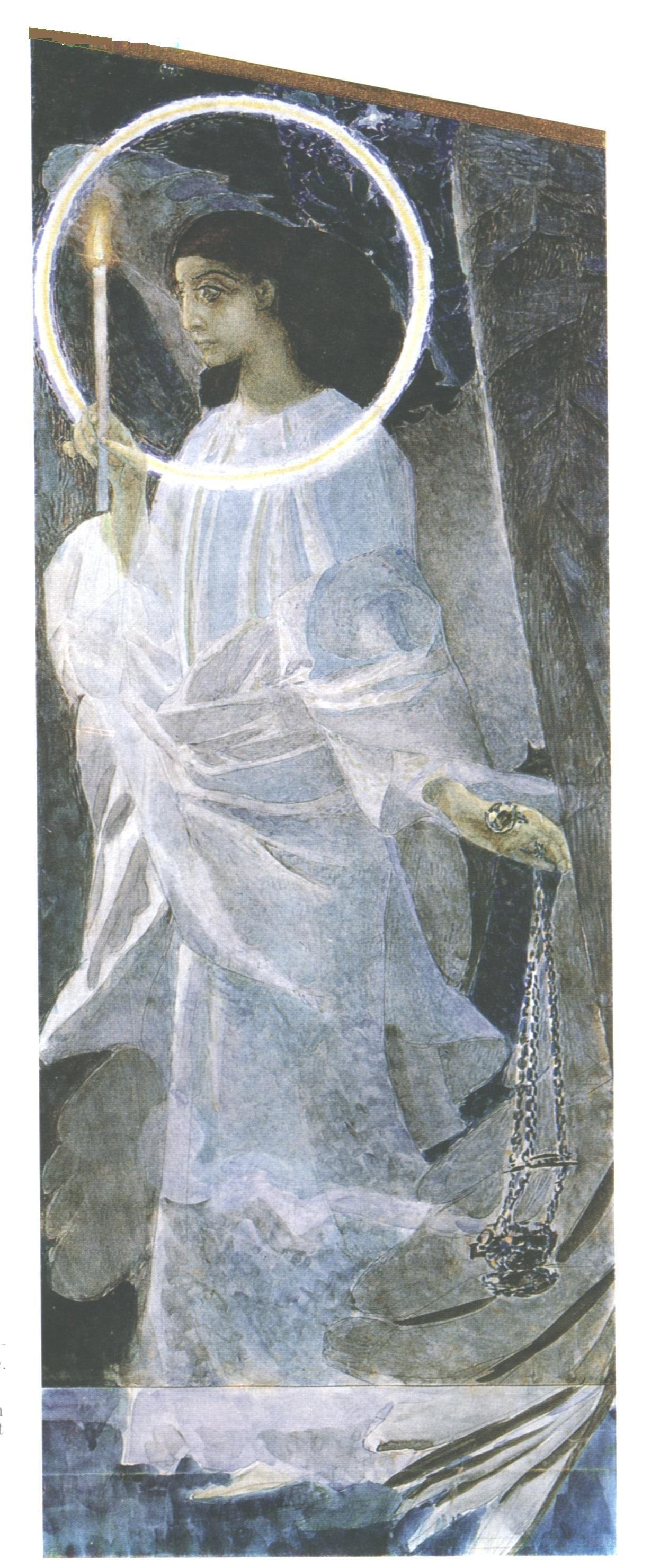
Михайло Врубель. «Янгол з кадилом і свічкою». 1887
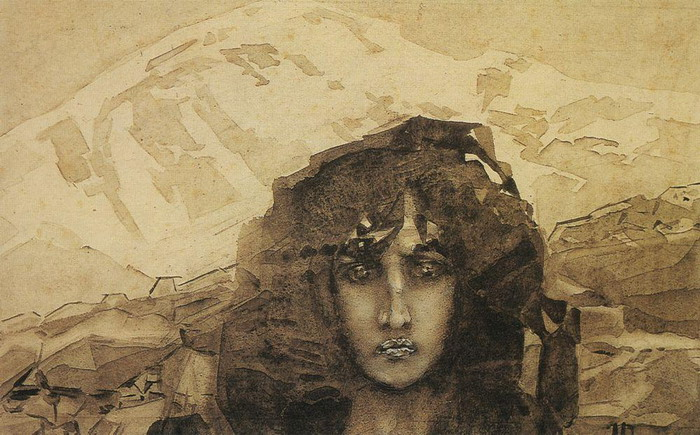
Михайло Врубель. «Демон на тлі гір». 1891
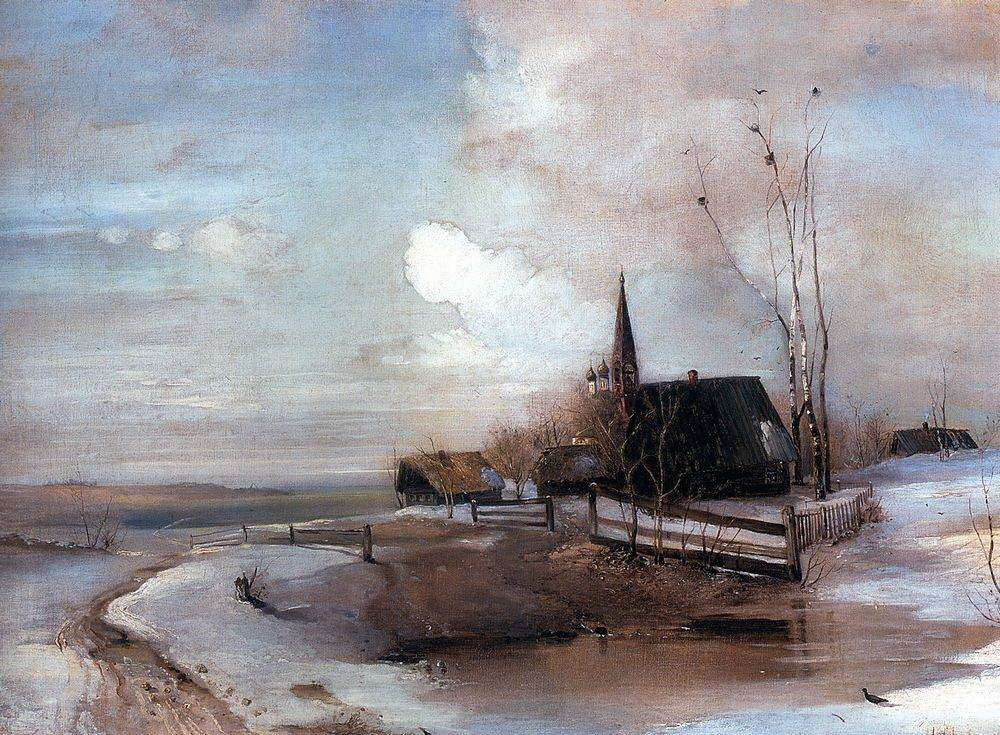
Олексій Саврасов. «Рання весна». 1880-ті роки
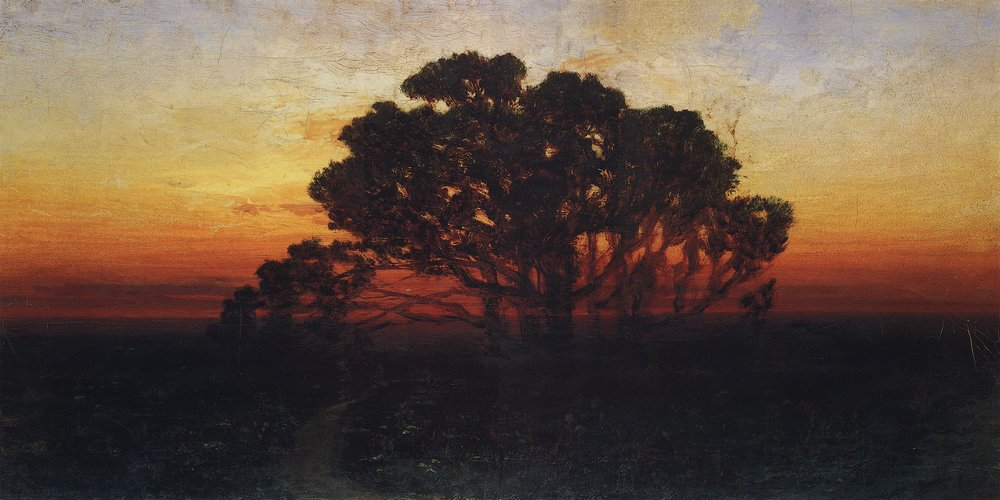
Архип Куїнджі. «Вечір». До 1890
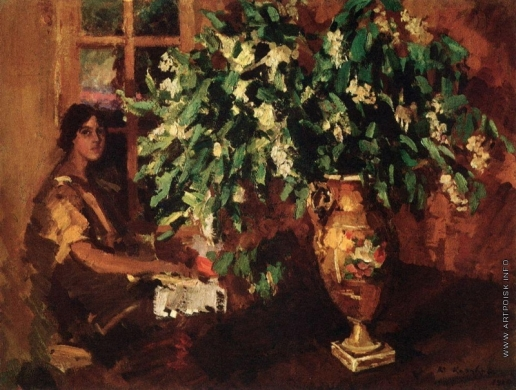
Костянтин Коровін. «Черемшина». 1912
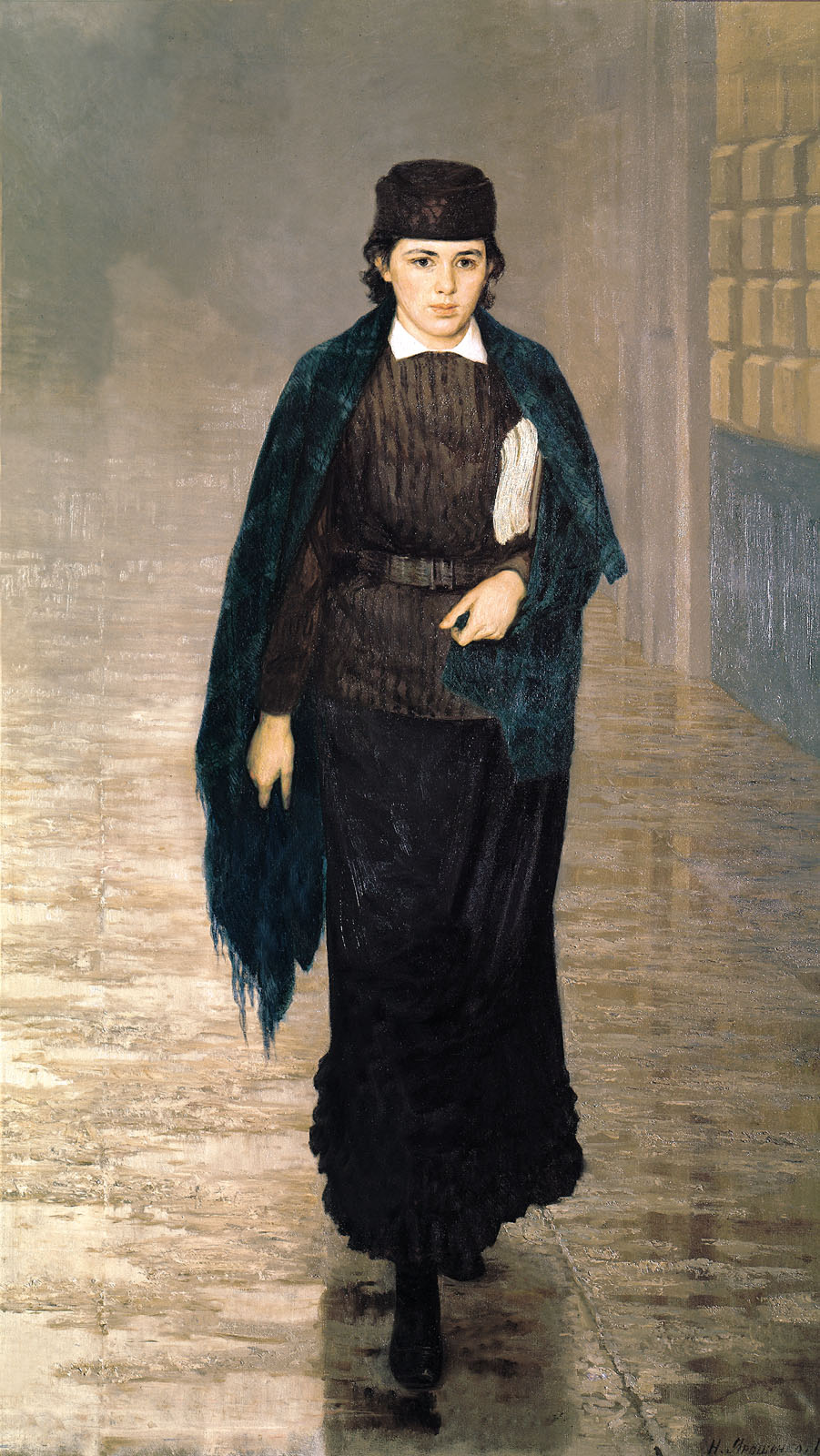
Микола Ярошенко. «Курсистка». 1883
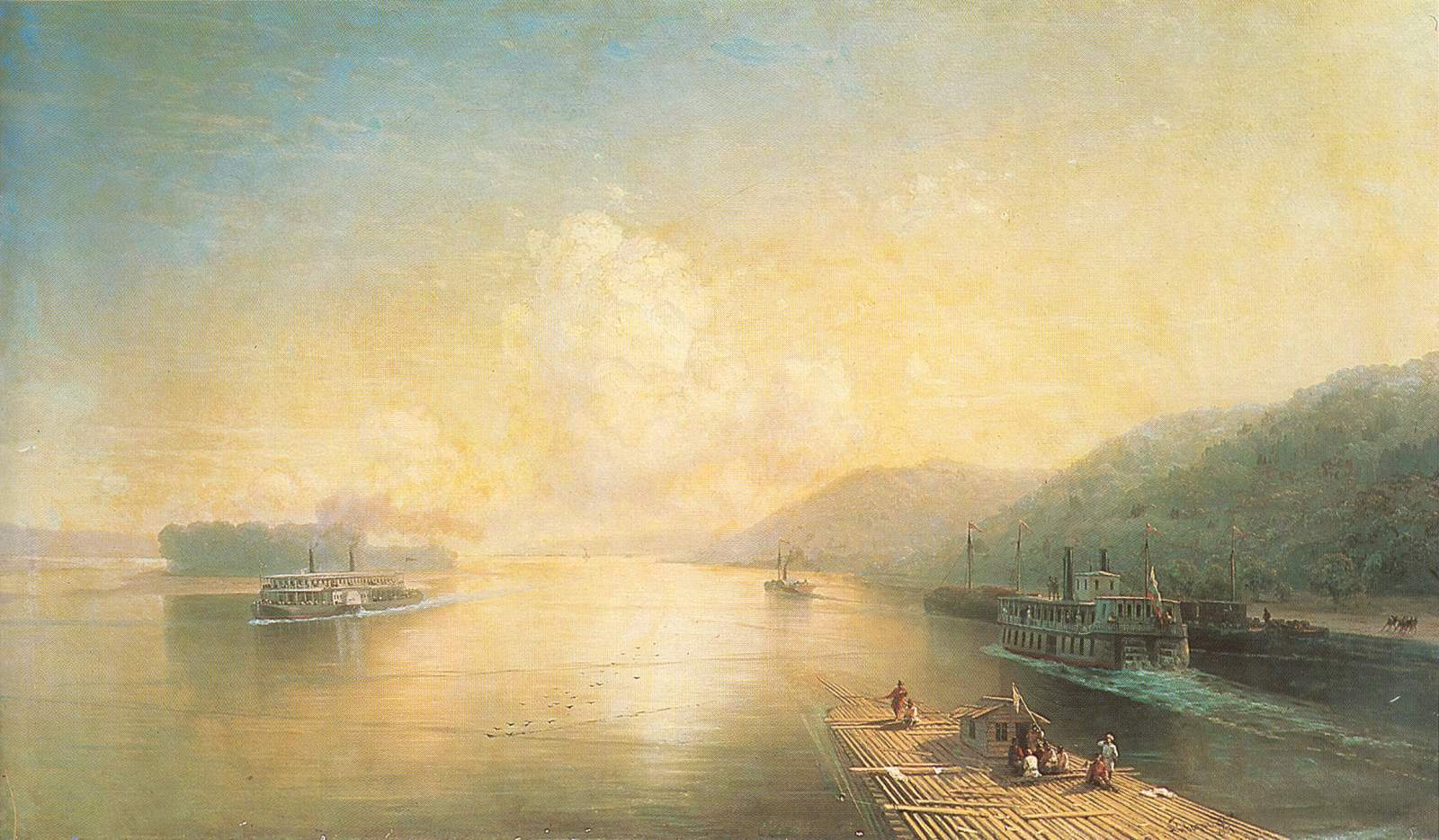
Іван Айвазовський. «Волга біля Жигулів». 1887
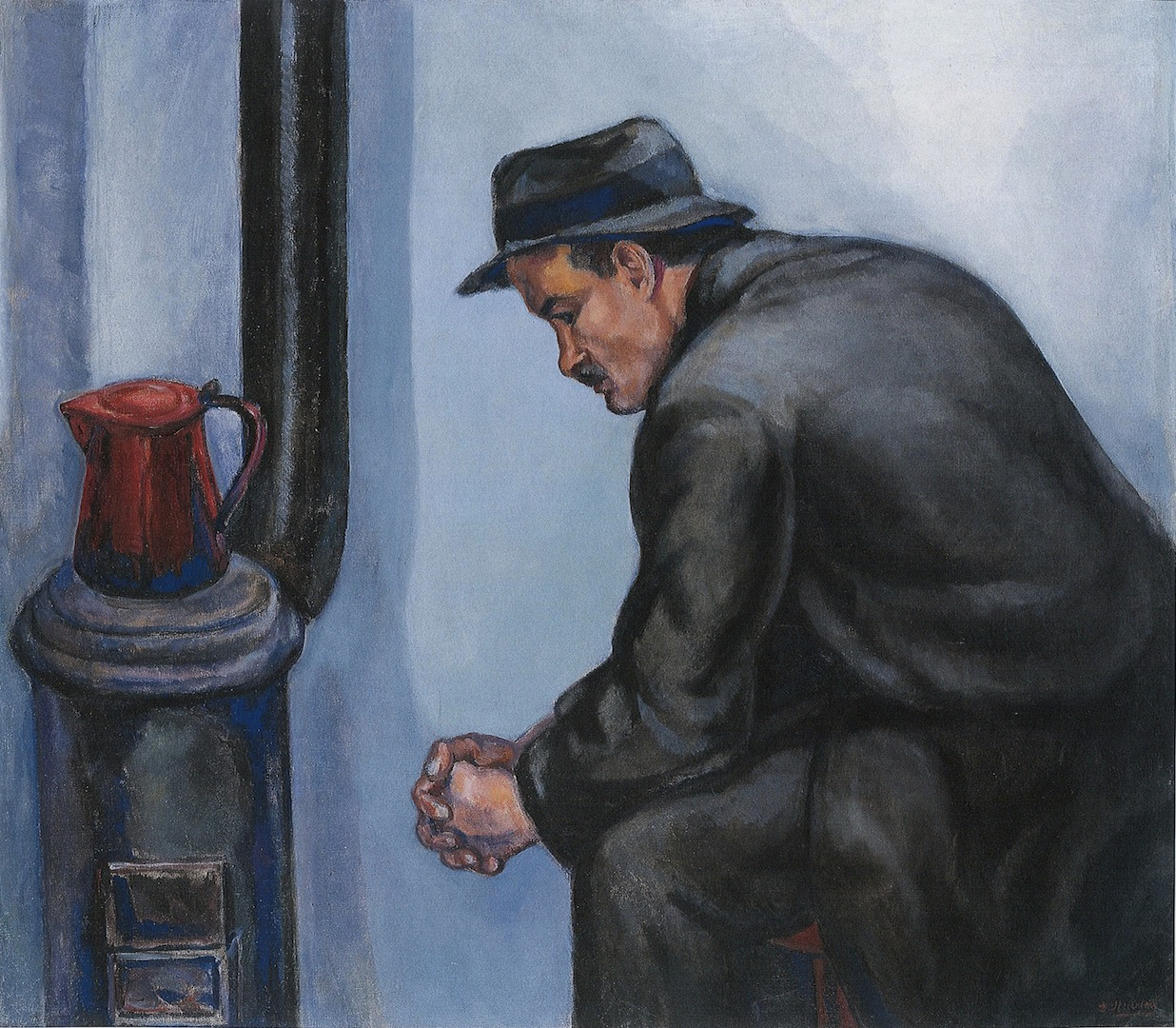
Давід Штеренберг. «Емігрант». 1913-1914
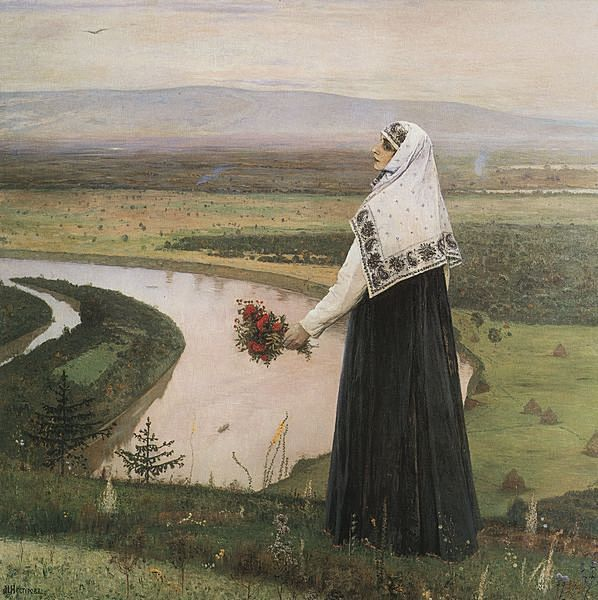
Михайло Нестеров. «На горах». 1896
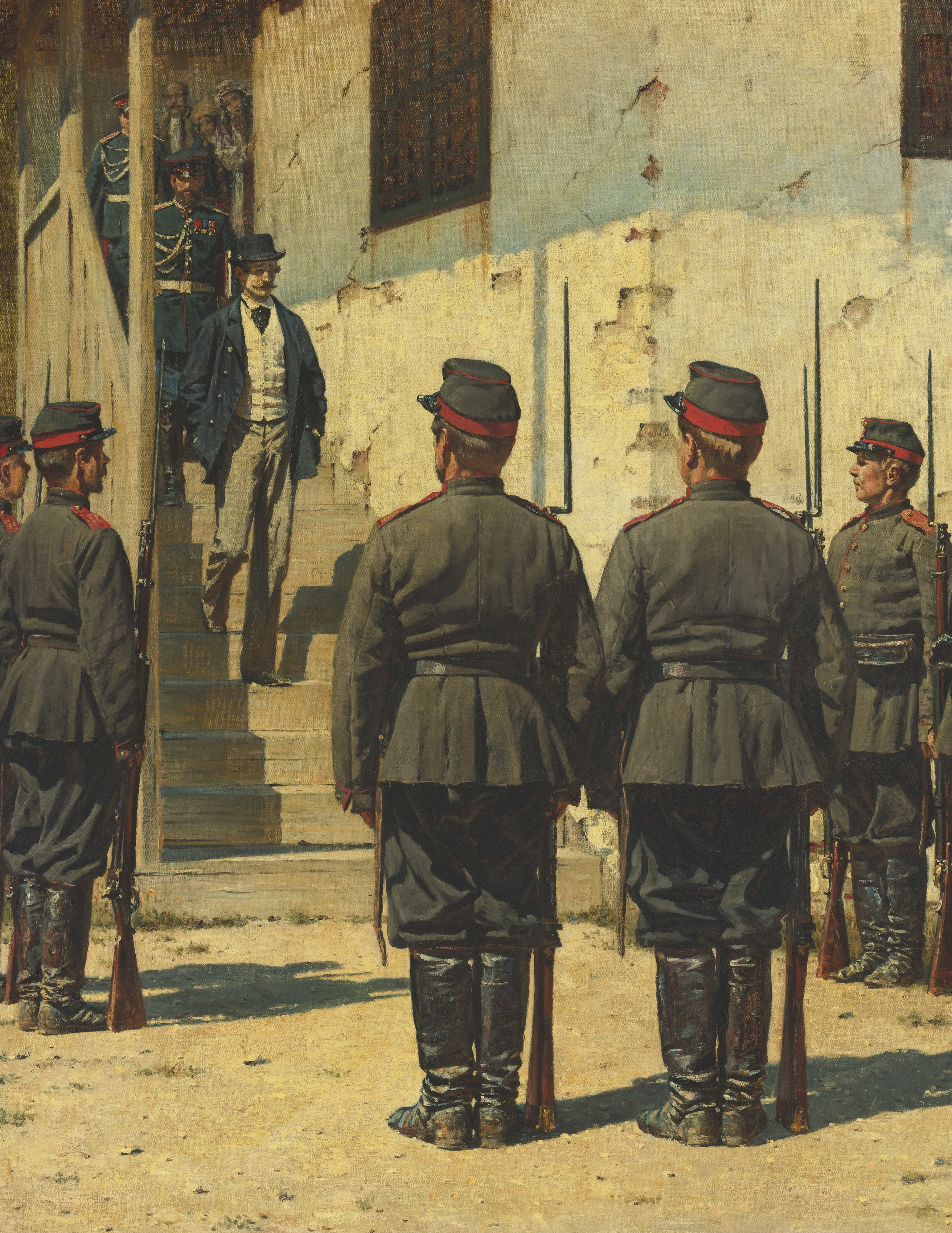
Василь Верещагін. «Шпигун». 1901
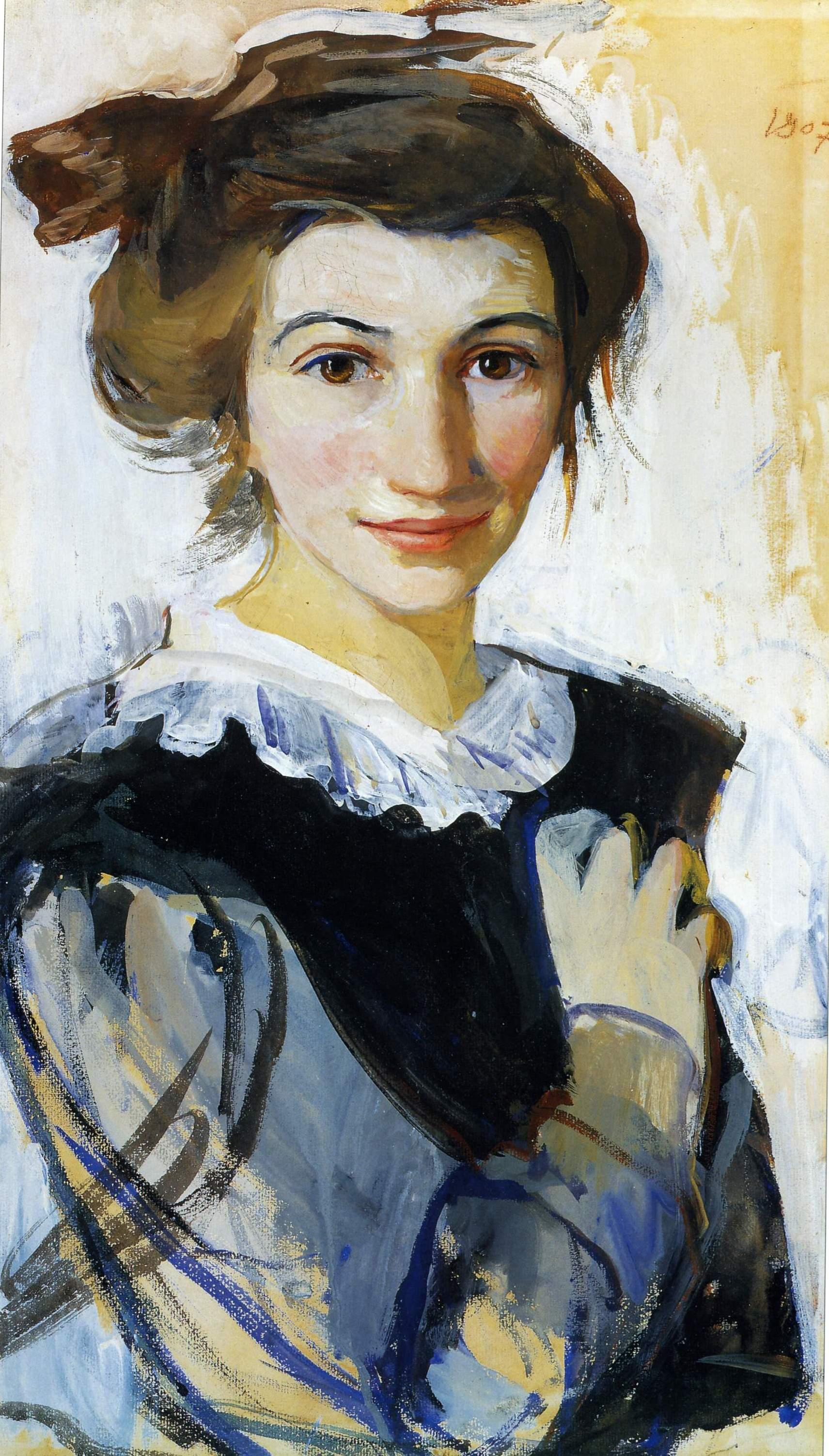
Серебрякова Зінаїда Євгенівна. «Автопортрет у чорній сукні з білим коміром». 1907

## Виставкова діяльність
Від початку повномасштабного вторгнення Росії в Україну постійну експозицію музею було демонтовано. Під час дії воєнного стану в Україні музей реалізовує тимчасові виставкові проєкти, зокрема за кордоном. 

## Виставкові проєкти
«Самаркандська епопея українських художників. 1941–1944»
«Закарпатська школа живопису»
«Під Різдвяною Зіркою»
«Олексій Шовкуненко. Херсон – Київ»
«Всесвіт Володимира Микити»
«Віч-на-віч з Миколою Ґе»
«Терещенківська, 9»

## Міжнародні виставкові проєкти
«Народжені Україною» у Художньому музеї Базеля (Kunstmuseum Basel, Швейцарія) 
«Від сутінок до світання» у Музеї мистецтва та історії Женеви (Musée d'art et d'histoire de Genève, Швейцарія)
«Бастіон: українські митці про війну» в Сілезькому музеї в Катовіце (Muzeum Śląskie w Katowicach, Польща)

## Видавнича діяльність
1. Київські адреси Михайла Врубеля. Київ : Національний музей «Київська картинна галерея», 2020. 122 с.
2. Національний музей «Київська картинна галерея»: путівник / Упоряд. Ю. Вакуленко. Київ : ВД «Антиквар», 2020. 272 с.
3. Іконопис XIII — початку XX століття та давньоруське декоративно-прикладне мистецтво. Каталог. Київ : ВД «Антиквар», 2020. 344 с.
4. Національний музей «Київська     картинна галерея» / Авт. проєкту: Ю. Є. Вакуленко,     Ю. О. Комельков. Київ : ТОВ     «Атлант-ЮЕмСі», 2021. 312 с.
5. Київська картинна галерея: перше сторіччя. Київ : ВД «Антиквар», 2022. № 5–6 (128). 164 с.